# Tuku
Tuku (arab.  تقوع) – miasto w Autonomii Palestyńskiej (środkowy Zachodni Brzeg, muhafaza Betlejem). Według danych oficjalnych na rok 2007 liczyło 8 769 mieszkańców.